# Port lotniczy Kantchari
Port lotniczy Kantchari – port lotniczy położony w Kantchari, w Burkinie Faso.